# Carlos Noriega
Carlos Ismael Noriega Jiménez (Lima, 8 de octubre de 1959) es un astronauta peruano nacionalizado estadounidense de la NASA, científico y teniente coronel retirado del Cuerpo de Marines de los Estados Unidos.

## Biografía

### Trayectoria académica
- Graduado en la Wilcox High School, Santa Clara, California, en 1977.
- Titulado en informática por la Universidad del Sur de California, en 1981.

- Máster en informática y otro en operaciones de sistemas por la Naval Postgraduate School, ambos obtenidos en 1990.

## Experiencia profesional

### Experiencia en la NASA
Seleccionado por la NASA en diciembre de 1994, Noriega fue enviado al Centro Espacial Lyndon B. Johnson, en marzo de 1995. En mayo de 1996, fue asignado como especialista a una misión espacial. Noriega voló en la STS-84 en 1997 y en la STS-97 en 2000. Ha permanecido unas 461 horas en el espacio que incluyen 19 horas de paseo espacial en 3 oportunidades. Tras la STS-97 Noriega fue nombrado comandante de reserva de la Expedición 6 de la Estación Espacial Internacional. Más adelante formó parte del equipo de la STS-121 aunque en julio de 2004, sería sustituido del mismo debido a un informe médico desfavorable que lo apartó momentáneamente.

### Vuelos espaciales
- STS-84 (1997) - Sexta misión a la estación espacial rusa Mir. Durante la misión, de ocho días, el equipo del transbordador Atlantis llevó a cabo un buen número de experimentos secundarios, y trasladó casi 4 toneladas de suministros y equipo de experimentación del Atlantis a la MIR. Noriega registró un total de 221 horas y 20 minutos en el espacio recorriendo 3,6 millones de millas y dando 144 vueltas a la Tierra durante el transcurso de esta misión. Como anécdota se puede contar que en este viaje espacial llevó al espacio recuerdos de su tierra natal, como la chicha morada.. Tampoco faltó entre sus pertenecías llevadas al espacio, su bandera bicolor y un Tumi de oro, símbolo de la Cultura Chimú. Asimismo recibió la felicitación directa al espacio del presidente peruano Alberto Fujimori.

- STS-97 (2000) - Quinta misión dedicada al montaje de la Estación Espacial Internacional. Durante su acople a la Estación, el equipo instaló el primer sistema de placas solares, se realizaron 3 paseos espaciales y se llevaron suministros y equipo para los primeros tripulantes de la Estación, pertenecientes a la Expedición 1. La duración de la misión fue de 10 días, 19 horas y 57 minutos, y recorrieron 4,47 millones de millas.

## Honores especiales
- Medalla del Servicio Superior de Defensa
- Defense Meritorious Service Medal
- Air Medal-Combat Distinguishing Device
- Air Medal-Strike Flight Award
- Navy Achievement Medal
- NASA Space Flight Medal
- NASA Exceptional Service Medal